# Pompelon marginata
Pompelon marginata är en fjärilsart som beskrevs av Guérin-meneville 1843. Pompelon marginata ingår i släktet Pompelon och familjen bastardsvärmare. Inga underarter finns listade i Catalogue of Life.